# ناو کلاس کاندیتر
کروزر کلاس کاندیتر (به انگلیسی: Condottieri-class cruiser) یک کلاس از کشتی است که طول آن ۱۶۹٫۳–۱۸۷ متر (۵۵۵–۶۱۴ فوت) می‌باشد.